# Toonami
Toonami est une émission de télévision diffusée sur la chaîne américaine Cartoon Network aux États-Unis orientée action diffusant des séries télévisées américaines et anime japonais. Le nom de la chaîne est un jeu de mots entre cartoon et tsunami, suggérant un « raz-de-marée » de séries d'animation. 
Le programme est diffusé pour la première fois le 17 mars 1997, puis terminé le 20 octobre 2008. Une nouvelle version du programme est diffusée depuis le 12 mai 2012, et continue sa diffusion sur Adult Swim. Après son lancement, le programme se popularise auprès du public américain pour avoir diffusé des séries telles que Dragon Ball Z, Gundam Wing, Sailor Moon, Tenchi Muyo!, One Piece et Naruto.

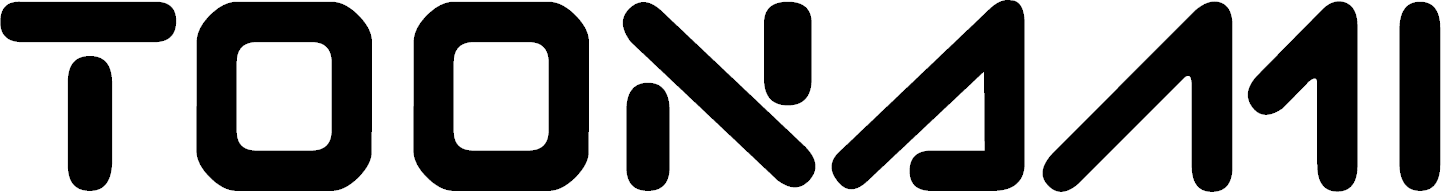
Ancien logo de Toonami.

## Histoire

### Lancement
Toonami est initialement un programme orienté action diffusé sur Cartoon Network. Il fait ses débuts le 17 mars 1997, pour remplacer l'émission Power Zone. Toonami est diffusé chaque fin de semaine. Le samedi 17 avril 2004, Toonami est désormais diffusé chaque samedi matin, régulièrement pendant quatre heures à partir de 7 h EST. Au matin du 27 octobre 2007, le programme est raccourci en deux heures à 9 h EST. Le 20 septembre 2008, Toonami est diffusé pour la dernière fois. Cependant, le 26 mai 2012, Toonami revient le samedi matin sur Adult Swim.

### Adult Swim
Le 16 mai, Adult Swim poste un message sur Facebook annonce le retour de Toonami le 26 mai, et également sur Twitter, avec un message finissant par #ToonamisBackBitches. la chaîne confirme plus tard le retour du programme sur ses ondes. Deux nouvelles émissions y sont diffusées : Deadman Wonderland et Casshern Sins.  Le 18 août 2012, les séries sur Toonami changent avec Samurai 7 et Eureka Seven replacé par Deadman Wonderland et Cowboy Bebop. Les horaires de diffusion ont également changées.
Le 26 septembre, les nouvelles séries Sym-Bionic Titan et ThunderCats sont annoncées. Le 3 novembre, Tenchi Muyo! GXP et Inu-Yasha rejoignent le programme. Le 22 novembre, il est confirmé que le programme diffusera des épisodes intégraux de Naruto et Fullmetal Alchemist: Brotherhood dès les premiers épisodes. Il est également confirmé que Bleach sera rediffusé pendant 8 semaines dès le 1er décembre 2012.
De nouveaux épisodes de Bleach ont été diffusés à partir du 26 janvier 2013. Le 16 février 2013, Soul Eater débute sur Toonami, replaçant Samurai 7. Evangelion: 1.11 You Are (Not) Alone est également annoncé pour le 17 mars 2013 et One Piece pour le 18 mai 2013.

## Services de vidéos en ligne
Le 26 mars 2001, Cartoon Network lance Toonami Reactor, le premier service de vidéos en ligne. Ce service mis en ligne pendant trois mois diffusait des épisodes de Dragon Ball Z et Star Blazers en streaming. Le 14 novembre 2001, Cartoon Network relance Toonami Reactor avec des séries exclusives en ligne comme Star Blazers, Patlabor, The Harlock Saga, et Record of Lodoss War, ainsi que des vidéos de Daft Punk et des jeux ayant pour thème Toonami.
Le 25 avril 2006, presque cinq ans après l'arrêt du service, Cartoon Network et VIZ Media projettent de lancer Toonami Jetstream, un nouveau service de vidéos en-ligne avec publicités qui devrait diffuser des séries Toonami comme Naruto, Samouraï Jack, Megas XLR et Immortal Grand Prix (en), et des séries web comme Hikaru no Go, MÄR, Eyeshield 21, The Prince of Tennis, MegaMan Star Force, Kiba, MegaMan NT Warrior, et Zoids: Genesis. Toonami Jetstream est lancé le 17 juillet 2006 et offre des épisodes de Naruto, Hikaru no Go, MÄR, Zatch Bell!, Pokémon, Blue Dragon, Samouraï Jack, Kiba, Les Faucons de l'orage et Transformers: Animated. Le 30 janvier 2009, Toonami Jetstream termine sa diffusion.

## International

### France
Toonami était au début une émission diffusée sur Cartoon Network dès 2002 les jeudis soirs. Il y était diffusé des séries comme La Ligue des justiciers et Star Wars: Clone Wars.
Elle est lancée en tant que chaîne de télévision en France le 11 février 2016.
Depuis le 4 septembre 2023, Toonami devient Warner TV Next, reprenant la marque de Warner TV.

### Royaume-Uni
Toonami apparut comme bloc de programmation sur Cartoon Network en 2001. Il est ensuite déplacé en octobre 2002 à la nouvelle chaîne CNX qui vise un public adulte.
CNX est remplacé par Toonami le 26 septembre 2003. Le 24 mai 2007, Cartoon Network Too remplace Toonami.